# Cadreita
Cadreita é um município da Espanha 
na província e comunidade autónoma de Navarra. Tem 27,20 km² de área e em 2021 tinha 2 045 habitantes (densidade: 75,2 hab./km²).

## Demografia
| Variação demográfica do município entre 1991 e 2004 | Variação demográfica do município entre 1991 e 2004 | Variação demográfica do município entre 1991 e 2004 | Variação demográfica do município entre 1991 e 2004 |
| --------------------------------------------------- | --------------------------------------------------- | --------------------------------------------------- | --------------------------------------------------- |
| 1991                                                | 1996                                                | 2001                                                | 2004                                                |
| 1867                                                | 1873                                                | 1962                                                | 2150                                                |